# Wir beide (Film)
Wir beide (Originaltitel: Deux) ist ein Spielfilm von Filippo Meneghetti aus dem Jahr 2019. Das Drama handelt von zwei Nachbarinnen in den Siebzigern (dargestellt von Martine Chevallier und Barbara Sukowa), die ihre lesbische Beziehung vor ihrem Umfeld verbergen. Als eine der beiden einen Schlaganfall erleidet, erkämpft sich die andere den Weg zu ihrer Freundin entschlossen zurück.
Die europäische Koproduktion wurde am 7. September 2019 beim 44. Toronto International Film Festival uraufgeführt. Der reguläre Kinostart in Frankreich erfolgte am 12. Februar 2020. In den deutschen Kinos wurde Wir beide am 6. August 2020 veröffentlicht.

## Handlung
Die verwitwete Französin Madeleine und die Deutsche Nina sind beide in den Siebzigern und führen seit zwei Jahrzehnten eine geheime Beziehung miteinander. Nach außen hin geben sie sich aber als befreundete Nachbarinnen aus, die in gegenüberliegenden Wohnungen auf demselben Stockwerk eines Mehrfamilienhauses leben. Madeleine, von Nina liebevoll „Mado“ genannt, kann sich nicht dazu überwinden, ihren beiden erwachsenen Kindern die Wahrheit zu sagen. Während sie von Tochter Anne, einer Friseurin und alleinerziehenden Mutter, und Enkel Théo regelmäßig Besuch erhält, ist das Verhältnis zum Sohn Frédéric angespannt. Er wirft seiner Mutter vor, den Vater nie geliebt und ihn betrogen zu haben. Madeleines Kinder sehen in ihr nur die aufopferungsvolle Witwe, die nie versucht hat, ein neues Leben zu beginnen.
Als Madeleine und Nina einen gemeinsamen Neuanfang in Rom planen und dafür ihre Wohnungen verkaufen wollen, verspricht ihr Madeleine, ihren Kindern von der Beziehung und dem geplanten Umzug zu erzählen. Auf ihrer Geburtstagsfeier fehlt Madeleine aber doch der Mut zum Coming-out vor Anne und Frédéric. Sie belügt auch Nina und gibt vor, ihren Kindern die Wahrheit über ihre Pläne gesagt zu haben. Nina kommt durch Zufall dahinter und beschimpft Madeleine daraufhin aus Wut und Enttäuschung vor dem Wohnungsmakler, den sie auch um seine Meinung zu homosexuellen Beziehungen fragt, um Mado mit der "Gleichgültigkeit der restlichen Welt" zu diesem Thema zu konfrontieren. Kurze Zeit später erleidet Madeleine jedoch einen Schlaganfall. Unfähig zu sprechen und auf den Rollstuhl angewiesen, kann sie ihre Kinder nicht mehr über das besondere Verhältnis zu Nina aufklären. Auch wird mit Muriel eine Pflegerin eingestellt, die dauerhaft bei Madeleine einzieht.
Nina muss fortan auf ihr spärlich möbliertes Appartement gegenüber ausweichen. Ihre Angebote, Muriel bei der Arbeit mit Madeleine zu entlasten, werden weitgehend abgelehnt. Nina muss darüber hinaus befürchten, dass ihre heimlichen Besuche in der Wohnung ihrer Geliebten entdeckt werden. Mit zum Teil brachialen Methoden versucht sie die Pflegerin zu verdrängen. Als Muriel durch Zufall hinter das Geheimnis kommt, bietet Nina ihr Geld an, um ihre Aufgaben fortan zu übernehmen. Als Madeleines Zustand sich etwas bessert und sie ohne Muriels Wissen die Wohnung verlässt, kündigt Anne der Pflegerin. Madeleine war in einen Park geflüchtet, in dem Nina und sie Zeit miteinander verbracht hatten.
Nina kümmert sich fortan gemeinsam mit Anne um Madeleine. Ein Zufallsfund in einem Fotoalbum löst bei Anne jedoch Argwohn aus. Als sie Nina eines Morgens schlafend im Bett ihrer Mutter vorfindet, wirft sie diese entsetzt aus der Wohnung. Anne versucht fortan den Kontakt zu Nina zu unterbinden. Sie weist ihre Mutter in ein Pflegeheim ein und informiert Frédéric über den wahren Grund. Nina beginnt sich in den Alkohol zu flüchten. Auch erhält sie Besuch von Muriel und deren Sohn, die das versprochene Geld einfordern. Nina jagt beide fort. Ein nächtlicher Besuch von Nina bei Anne, Théo und Frédéric eskaliert, als Nina nicht eingelassen wird und ihnen trotzdem die Wahrheit über die Dauer und Tiefe der Beziehung erzählt.
Im Pflegeheim gelingt es der stummen Madeleine, Nina anzurufen und indirekt über ihren Aufenthaltsort zu informieren. Nina besucht sie daraufhin und bringt sie heimlich nach Hause, um von dort schnellstmöglich mit dem zurückgelegten Geld nach Italien aufzubrechen. Mit Madeleine in ihrer Wohnung angekommen, muss Nina bestürzt feststellen, dass bei ihr eingebrochen wurde. Ihre gesamten Ersparnisse sind gestohlen worden. Madeleine schließt die Wohnungstür und beide tanzen gemeinsam in Gedanken zu ihrem Lieblingslied Sul mio carro von Betty Curtis. Derweil bittet Anne, die Zeugin der Flucht war, verzweifelt an der Tür um Einlass.

## Auszeichnungen

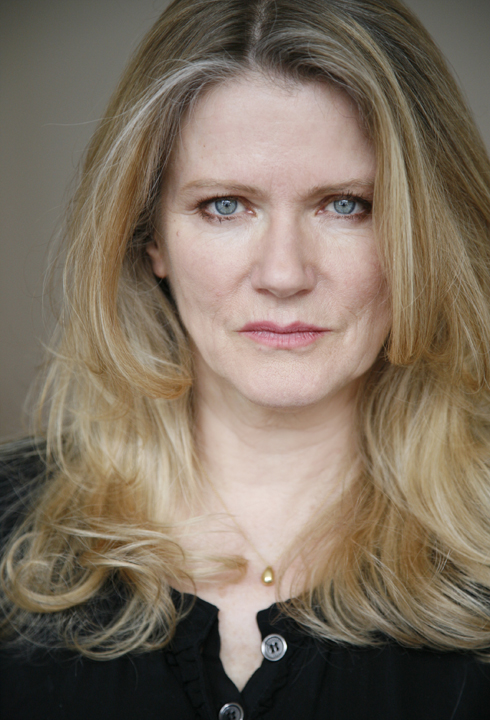
Barbara Sukowa wurde als erste deutsche Schauspielerin mit dem Prix Lumière ausgezeichnet.

Wir beide gewann bislang über zehn Film- bzw. Festivalpreise und wurde für mehr als 15 weitere nominiert, darunter folgende:
2020
- Angers European First Film Festival:

- Großer Preis der Jury – Bester französischer Spielfilm

- Camerimage:

- Bestes Kinodebüt (Aurélien Marra)

- Dublin Film Critics Awards:

- Beste Darstellerin (Barbara Sukowa)

- FEST International Film Festival:

- Jurypreis – Bester Debütfilm
- Merlinka Queer Film Award – Bester Film

- Frameline San Francisco International LGBTQ Film Festival:

- Bester Debütfilm

- Molodist International Film Festival 2020:

- Publikumspreis – Bester Film
- FIPRESCI-Preis (Filippo Meneghetti)

- Montclair Film Festival 2020:

- Publikumspreis – Sektion „Weltkino“

2021
- César:

- Bestes Erstlingswerk
- drei weitere Nominierungen – Beste Hauptdarstellerin (Martine Chevallier, Barbara Sukowa), Bestes Originaldrehbuch (Filippo Meneghetti, Malysone Bovorasmy)

- Critics’ Choice Movie Awards:

- Nominierung – Bester fremdsprachiger Film

- Golden Globe Awards:

- Nominierung – Bester fremdsprachiger Film

- Prix Lumières:

- Beste Darstellerin (Martine Chevallier und Barbara Sukowa)
- Bestes Erstlingswerk
- vier weitere Nominierungen – Bester Film, Beste Regie (Filippo Meneghetti), Bestes Drehbuch (Filippo Meneghetti, Malysone Bovorasmy), Beste Kamera (Aurélien Marra)

- Satellite Awards:

- Nominierung – Bester internationaler Film

Darüber hinaus wurde Meneghettis Film als französischer Beitrag für die Kategorie „bester internationaler Film“ bei der Oscarverleihung 2021 eingereicht. Wir beide setzte sich dabei u. a. gegen Werke etablierter Filmemacher wie Maïwenn (DNA) oder François Ozon (Sommer 85) durch. Im Februar 2021 gelangte der Film in die 15 Titel umfassende Vorauswahl.